# Tupadły
Tupadły (kašubsky Tëpadła nebo Tëpadłë, německy Tupadel) je část polského města Władysławowa v Pomořském vojvodství. Leží na jih od další části Władysławowa, sídla Jastrzębia Góra.
Městskou částí Władysławowa jsou Tupadły od roku 1975. Tvoří jeho administrativní jednotku zvanou farnost (polsky sołectwo). Podle údajů místních úřadů zde v roce 2010 žilo asi 440 obyvatel. 